# 曾仕伦
曾仕伦（1951年8月13日—），又名Ngor Hong Srun，中文名吴和顺 ，柬埔寨政治家。曾仕伦是中柬混血儿。其父是柬埔寨华人，有客家血统，祖籍广东梅州；其母为高棉人。
在1998年开始柬埔寨农业部部长，2013年9月27日转任为国务部长。他也是美国籍柬埔寨裔华人医生、演员和作家吴汉润的胞弟。